# Klaviersonate Nr. 5 (Beethoven)
Ludwig van Beethovens Sonate Nr. 5 c-Moll op. 10 Nr. 1 entstand in den Jahren 1796 bis 1798 und ist der Gräfin Anna Margarete von Browne gewidmet.
Nach Joachim Kaiser ist die sogenannte „kleine“ c-Moll-Sonate ein zu Unrecht oft unterschätztes Werk, gerade ihre Kürze und Prägnanz verhinderten die Wertschätzung dieses „wüst genialen“ Ausbruchs. So bewertet Kaiser sie als zugespitzter und stürmischer als die „eindeutigere und selbstsicherere“ Pathétique.

## Aufbau
- Erster Satz: Allegro molto e con brio, c-Moll, 3/4 Takt, 284 Takte
- Zweiter Satz: Adagio molto, As-Dur, 2/4 Takt, 112 Takte
- Dritter Satz: Finale. Prestissimo, c-Moll, alla breve, 122 Takte

## 1. Satz
Der Kopfsatz lässt sich als Sonatenhauptsatzform beschreiben. Siegfried Mauser spricht hier vom Prinzip der „kontrastierenden Ableitung“, das besagt, dass sich selbst kontrastierende musikalische Elemente (am Beispiel des Sonatensatzes also Haupt- und Seitenthema) „strukturell auf einen gemeinsamen Kern beziehen lassen“. So sind bereits im 1. Satz zahlreiche motivische Bezüge der Themengruppe zu den Anfangstakten zu finden.

### Exposition

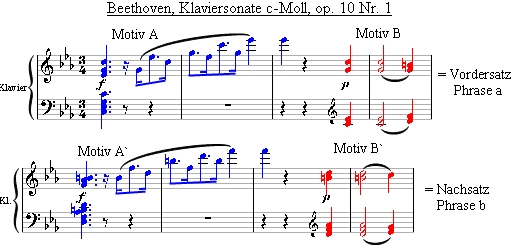
Die erste Periode des Hauptsatzes

Die Exposition umfasst die Takte 1 bis 105. Der mit seinem Beginn nebenstehend notierte Hauptsatz (T. 1–30) lässt sich in zwei kontrastierende Motivgruppen A und B unterteilen: ein Dreiklang und im punktierten Rhythmus aufsteigende Dreiklangsbrechungen einerseits, eine im piano absteigende Sekundbewegung andererseits. Der Hauptsatz wird durch markant kadenzierende Fortissimo-Akkorde abgeschlossen und grenzt sich vom Folgenden durch eine eintaktige Generalpause ab (T. 31). Eine Überleitung (T. 32–55) knüpft an die aus Motiv A bekannte aufsteigende Sext g1 - es2 an und entwickelt einen neuen lyrischen Gedanken, der fließend in den Seitensatz (T. 56–86), bestehend aus dem Seitenthema (T. 56–63) und dessen Fortspinnung (T. 64–94), übergeht. Das Seitenthema in Es-Dur ist aus der aufsteigenden Sext aus Takt 1 und der Sekundbewegung abwärts aus Takt 3 abgeleitet. Die Takte 86–94, die an das Motiv A des Hauptthemas anknüpfen, können noch zur Fortspinnung des Seitenthemas gezählt werden: Nach einer Kadenz zu Es-Dur folgt die Schlussgruppe (T. 95–105), die die Vorhaltsbildung aus Takt 50 aufgreift, sich im Kern aber auf die Sekundbewegung vom Anfang zurückführen lässt.

### Durchführung
Die Durchführung beginnt mit einer Abwandlung des Hauptthemas, das über einen verminderten Septakkord zur Subdominante f-moll geführt wird. Die anschließende Episode ab Takt 118 erinnert rhythmisch eher an den Seitensatz, jedoch enthält die Melodie auch die zu Beginn exponierten Sext- und Sekundbewegungen, wobei die Oktavierung in der rechten Hand zu einer neuen Klangfarbe verhilft. Es folgt eine die Motivik der Episode fortspinnende modulatorische Passage, die ausgehend von f-Moll über b-Moll, Des-Dur und f-Moll zurück zur Tonika c-Moll führt.

### Reprise
Der Anfang der Reprise entspricht genau dem der Exposition, wobei jedoch der ursprünglich 30 Takte umfassende Hauptsatz auf 21 Takte reduziert wird. Die Überleitung ab Takt 191 beginnt nun in Ges-Dur (statt As-Dur in der Exposition) und mündet in Takt 207 in C-Dur, die als Dominante zu F-Dur behandelt wird, in welcher Tonart auch in Takt 215 das Seitenthema erklingt. Diese für das Erscheinen des zweiten Themas in der Reprise ungewöhnliche Tonart wird in T. 229–231 korrigiert, wonach das 2. Thema jetzt – oktaviert und im forte – in c-Moll erscheint. Analog zur Exposition erscheinen gegen Ende wieder Elemente aus dem Hauptthema und die Schlussgruppe – nun in der Tonika c-Moll. Am Schluss werden jedoch die weichen, seufzerartigen Vorhalts-Endungen der Exposition durch eine schlichte Tonika und zwei nachfolgende wuchtige Akkordschläge (Dominante-Tonika) ersetzt. Ungewöhnlich ist die Hinzufügung eines abschließenden mit Fermate versehenen Pausentaktes, durch den Beethoven wohl andeuten wollte, dass der zweite Satz erst nach gebührender Pause folgen solle.

## 2. Satz
Das Adagio entspricht einer zweiteiligen Liedform mit Coda (A-A'-Coda), wobei sich die Hauptteile noch in jeweils drei Themengruppen unterteilen lassen. Dabei stehen das zweite (T. 24–31) und dritte Thema (T. 31–44) im ersten Teil in der Dominanttonart Es-Dur und werden im zweiten Teil an die Tonika As-Dur angeglichen. Den beiden Hauptteilen folgt ab Takt 91 eine Coda, die das Anfangsthema aufnimmt, es aber rhythmisch vereinfacht und schließlich im pianissimo ausklingen lässt.

## 3. Satz
Das Finale ist als "komprimierter Sonatenhauptsatz" angelegt: Das erste Thema (T. 1–8) ist von einem rhythmisch markanten Auftakt aus fünf Achtelnoten geprägt – dagegen tritt das zweite Thema in Es-Dur (T. 17–24) zunächst leicht und tänzerisch auf. Im weiteren Verlauf der Exposition gewinnt jedoch der vorantreibende Charakter des ersten Themas wieder die Oberhand. Die äußerst knappe auf dem Kopfmotiv basierende Durchführung (T. 47–57) schließt mit einem in dreimaliger Oktavversetzung nach unten wiederholten verminderten Septsprung abwärts, dessen Rhythmik als Vorwegnahme des Kopfthemas der 5. Sinfonie gesehen werden könnte. Auf die Reprise (Takt 58–106), in der das zweite Thema in C-Dur erklingt, später jedoch nach c-Moll umgefärbt wird, folgt eine kurze Coda: das zweite Thema erscheint nun in Des-Dur und verlangsamt sich bis zum Adagio. Nach einer versonnenen Fermate kehrt der Satz mit einem schroffen fortissimo-Ausbruch zum Anfangstempo zurück, worauf eine alternierende Kombination der Anfangsmotive beider Themen im piano folgt, bevor der Satz in tiefer Lage leise in C-Dur ausklingt.